# Hoạ mi hót trong mưa (bài hát)
Một bài hát rất nổi tiếng của nhạc sĩ Dương Thụ, sáng tác từ đầu những năm 1990. Rất nhiều ca sĩ tên tuổi lớn trong nhiều thế hệ của Việt Nam đã thể hiện ca khúc, khiến nó trở nên kinh điển trong lòng người yêu âm nhạc.

## Nội dung bài hát
Ca từ trong bài hát khắc hoạ hình ảnh một cô gái đương buồn bã, nhìn ra ngoài khung cảnh chiều mưa, vang vọng lại có tiếng hót của một chú chim họa mi nào đó. Cô gái nhớ tới sự chia ly trong tình yêu và tự nhủ bản thân cần quên đi nỗi buồn ấy.

## Các phiên bản nổi tiếng

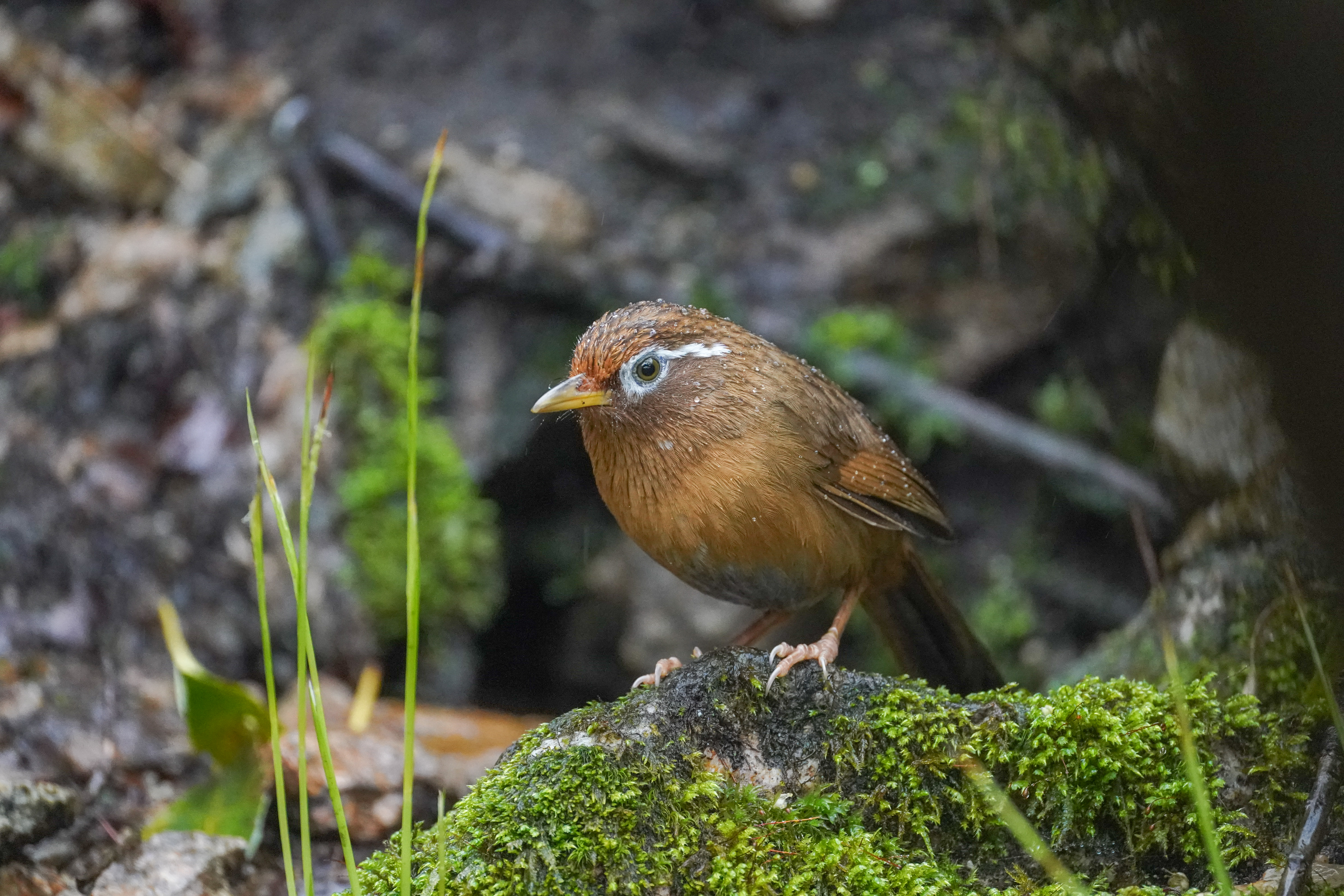
Các nữ ca sĩ có giọng hát hay thường được ví von như chim hoạ mi

- Năm 1993, ca sĩ Đoàn Lê Dung thể hiện bài hát trong album cùng tên. Phiên bản này để lại ấn tượng bởi kĩ thuật hát xuất sắc - thứ đã trở thành thương hiệu của Lê Dung[1].

- Năm 2001, nữ ca sĩ Hồng Nhung ra mắt album Ngày không mưa, một an-bum vô cùng nổi tiếng cho tới tận ngày nay. Phiên bản “Hoạ mi hót trong mưa” của Hồng Nhung là phiên bản phổ biến nhất, được người nghe nhạc nhớ tới nhiều nhất. Không chú trọng vào kĩ thuật như các ca sĩ khác, Hồng Nhung cố gắng diễn tả cảm xúc nhân vật phản ánh trong ca từ, điều này đã làm nên thành công của cô.[cần dẫn nguồn]

- Năm 2003, ca sĩ Nguyễn Lệ Quyên trở về Việt Nam và thu âm bài hát. Nguyễn Lệ Quyên vốn là ca sĩ đầu tiên được Dương Thụ gửi gắm ca khúc, ông ấn tượng với giọng hát của bà sau khi nghe bà hát “Hơi thở mùa xuân”. Tuy nhiên, thời gian xét duyệt quá lâu dẫn đến Lệ Quyên không phải người đầu tiên hát ca khúc[2].

- Năm 2003, ca sĩ Khánh Linh vừa đoạt giải ba cuộc thi Sao Mai, cô lập tức thực hiện an-bum đầu tay để tên tuổi đến với khán giả. Với sự giúp đỡ của nhạc sĩ Ngọc Châu và nhạc sĩ Dương Thụ, tháng 9 năm 2004, Khánh Linh ra mắt an-bum “Hoạ mi hót trong mưa”, phong cách âm nhạc bán cổ điển, giọng hát trong trẻo và kĩ thuật thanh nhạc tốt giúp phần thể hiện ca khúc “Hoạ mi hót trong mưa” ghi dấu ấn trong lòng khán giả.[3].
- Năm 2011, trong chương trình nghệ thuật cấp quốc gia Điều còn mãi, ca sĩ Nguyên Thảo khoác lên “Hoạ mi hót trong mưa” một bộ áo sang trọng hơn với bản phối thính phòng. Năm 2012, cô ra mắt MV ca khúc[4].